# Quirí
|  | Per a altres significats, vegeu «Quirí (desambiguació)». |

Quirí, en llatí Quirinus, era un déu de la mitologia romana, considerat en el període clàssic com un déu guerrer similar a Mart, i que tenia per parella la deessa Hora Quirina, que sembla l'esposa de Ròmul, Hersília, divinitzada.
Quirí era inicialment una divinitat romana de les més antigues, que formava part d'una tríada amb la funció de la producció agrícola i de la reproducció, al costat de Júpiter que representava la sobirania i de Mart per a la guerra. Més tard, va ser assimilat a Ròmul quan aquest va ser divinitzat, després de la seva mort:
| «         | Com que va desaparèixer durant un sobtat temporal després de trenta-set anys de regnat, es va creure que havia ascendit al cel i va ser divinitzat [amb el nom de Quirí] | » |
| — Eutropi | |   |

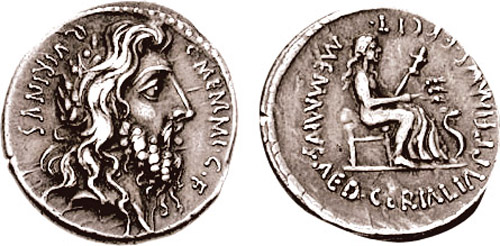
Denari representant Quirí a l'anvers i, Ceres sobre un tron al revers (56 aC)

Dumézil, basant-se en que existeix en la cultura indoeuropea una tríada similar a la de Júpiter Mart i Quirí, considera que a cadascun d'aquests déus li correspon una classe social, Júpiter, o el seu equivalent, representa la casta sacerdotal, Mart la guerrera, i Quirí la dels agricultors, encara que a Roma se'l considerés més aviat un déu guerrer. Servi explica que Quirí era un "Mart tranquil", un Mart que proporcionava pau i cohesionava el nucli de la ciutat i la seva gent.
La paraula Quirí és un derivat del nom llatí quiris, "ciutadà", sobretot en el seu plural quirites. Podria haver derivat d'un mot més antic co-viri que significaria "conjunt d'homes o unió dels homes". Aquesta etimologia, encara que discutible, s'acosta al sentit funcional de l'antiga divinitat itàlica.
No té una mitologia pròpia si no és la de Ròmul, però un dels pujols de Roma, el Quirinal, porta el seu nom. Els mites sobre Quirí són estranys. N'hi ha un que explica la fundació de la ciutat de Cures per Modi Fabidi, fill del déu.
Era venerat en un oratori del Quirinal, i amb Júpiter i Mart constituïa la tríada que representava la unitat del Capitoli, el Palatí i el Quirinal. El seu festival s'anomenava Quirinalia, i se celebrava el dia 17 de febrer, dia en què segons la tradició el fundador de la ciutat, Ròmul (Quirí), hauria estat elevat al cel. El festival va rebre tanmateix el nom de Stultorum feriae i era organitzat pels sacerdots flamines corresponents, els Flamines Quirinales.